# Papegaaienbruiloft
Papegaaienbruiloft is het 265e stripverhaal van Jommeke. De reeks wordt getekend door Studio Jef Nys. Het album verscheen in juni 2013.

## Verhaal
Het verhaal draait rond een neef (kozijn) van de papegaai Flip, die Hasan heet. Hasan komt uit India en hij heeft een baard. Dit en zijn "haar" dat anders ligt is het enige uiterlijke kenmerk wat hem anders maakt dan Flip. Hasan gaat trouwen met Miara. Hasan wil dat Flip zijn trouwpartij organiseert. Flip wil samen met Jommeke, Filiberke en de Miekes naar India reizen, maar ze kunnen niet mee. Jommeke raakt zwaar verkouden, Filiberke verwacht belangrijke post en de Miekes hebben allebei last van tandpijn. Flip gaat enkel met Pekkie en Choco naar India. Daar loopt alles op wieltjes tot een jaloerse papegaai, Hoesef, die ook sterk op Hasan lijkt Hasan ontvoert en zijn plaats inneemt. Op de koop toe worden tijdens de bruiloft Pekkie, Miara en bijna alle andere papegaaien ontvoerd door twee handelaars in exotische dieren. Hoesef zweert dat hij Miara terug zal vinden. Flip en Choco gaan terug naar Zonnedorp voor Jommekes hulp.